# المدرى (جبلة)

تعديل مصدري - تعديل

المدرى هي إحدى قرى عزلة الثوابي بمديرية جبلة التابعة لمحافظة إب، بلغ تعداد سكانها 935 نسمة حسب تعداد اليمن لعام 2004.